# Свемирски баскет
Свемирски баскет (енгл. Space Jam) амерички је играни/анимирани спортско-хумористички филм редитеља Џоа Питке и главну улогу игра кошаркаш Мајкл Џордан. Филм представља измишљени приказ онога што се догодило између Џордановог првобитног пензионисања 1993. из НБА и његовог повратка 1995. године, у којем га Шашава дружина ангажује да им помогне да победе у кошаркашкој утакмици против групе ванземаљаца која их намерава поробити као атракције за њихов тематски парк. У споредним улогама се појављују Вејн Најт и Тереза Рендл, са Билијем Вестом и Денијем Девитом као главним гласовним улогама.
Филм је издат 15. новембра 1996. године у Сједињеним Државама, дистрибутера -а. Филм је издат 13. фебруара 1997. године у СР Југославији, дистрибутера -а. Српску синхронизацију радио је студио Мириус.
Потпуно анимирани кросовер наставак са телевизијском серијом, Мали титани напред!, насловљен Мали титани напред! Види Свемирски баскет, емитован је 20. јуна 2021. године на Cartoon Network-у, док је самостални наставак, насловљен Свемирски баскет: Ново наслеђе, издат је 16. јула 2021. године.

## Радња
Бивша НБА суперзвезда Мајкл Џордан се опростио од активног играња кошарке да би започео каријеру професионалног играча бејзбола. У међувремену, господин Свакхамер, власник ванземаљског луна парка „Морон планина“, тражи нове атракције за свој пропадајући луна парк. Свакхамер шаље своје слуге да зароби Шашаву дружину, која живи испод површине земље.
Пошто ванземаљци нису много високи, Шашава дружина изазива ванземаљце на кошаркашку утакмицу. Да би се припремили за утакмицу, ванземаљци се враћају на површину Земље и краду таленте Чарлса Барклија, Патрика Јуинга, Магсија Боугса, Ларија Џонсона и Шона Бредлија ушавши у тела кошаркаша и одузимајући им њихове вештине. Ванземаљци су искористили украдене таленте да се трансформишу у џиновска створења које Шашава дружина не може сама да победи. Због тога Шашава дружина регрутује невољног Мајкла Џордана и његовог трапавог и приглупог асистента Стена Подолака.
У одлучујућој утакмици, екипа Шашаве дружине је пребијена услед бруталног играчког стила екипе ванземаљаца, тако да на терену остају само Џордан, Душко Дугоушко, Патак Дача и Лола Зечица. Екипи Шашаве дружине је због недовољног броја играча претила дисквалификација. Бил Мари, пошто је пријатељ са продуцентом филма, успева да уђе у свет Шашаве дружине и придружи се њиховој екипи, спречивши тако дисквалификацију.
У одлучујућим секундама утакмице, екипа Шашаве дружине губи један поен разлике, а на Џордану је да постигне победоносни погодак. Користећи издужену руку (пошто се налази у свету цртаног филма где је све могуће), Џордан успева да постигне победоносни кош. После утакмице, цртани ликови враћају Џордана на површину Земље, који враћа украдене таленте њиховим власницима. Џордана касније бивши ривали изазивају да се врати у НБА, што он чини (као и у стварном животу).

## Улоге
| Глумац           | Улога                                           |
| ---------------- | ----------------------------------------------- |
| Мајкл Џордан     | самог себе                                      |
| Вејн Најт        | Стен Подолак                                    |
| Бил Мари         | самог себе                                      |
| Били Вест        | Душко Дугоушко, Елмер Давеж                     |
| Ди Бредли Бејкер | Патак Дача, Таз                                 |
| Дени Девито      | Свакхамер                                       |
| Боб Берген       | Гица Прасић, Марвин Марсовац, Твити             |
| Бил Фармер       | Петао Софроније, Мачак Силвестер, Сима Страхота |
| Џун Фареј        | Бакица, Веца Вештица                            |
| Кет Сјузи        | Лола Зечица                                     |
| Морис Ламарш     | Пепе ле Твор                                    |
| Чарлс Баркли     | самог себе                                      |
| Патрик Јуинг     | самог себе                                      |
| Магси Боугс      | самог себе                                      |
| Лари Џонсон      | самог себе                                      |
| Шон Бредли       | самог себе                                      |
| Лари Берд        | самог себе                                      |

Поред ових играча, у филму се на кратко појављују кошаркаши Чарлс Оукли, Дерек Харпер, Еј-Си Грин, Дени Ејнџ, Владе Дивац, Седрик Себалос, Ентони Милер, Џеф Малон, Алонзо Морнинг и Шерон Рајт, тренери Пол Вестфал и Дел Харис и коментатори Џим Ром и Ахмад Рашад.

### Цитати
1. ↑  Thomas, Bob (26. 11. 1996). „What's Up, Doc? Warner Bros. Animation Thanks to 'Space Jam'”. Associated Press. Архивирано из оригинала 30. 4. 2021. г. Приступљено 30. 4. 2021. „Max Howard, president of Warner Bros. Feature Animation, admitted he didn’t expect the impressive showing of Space Jam:”
2. ↑  Twenty years later, ‘Space Jam’ is the movie we never knew we needed. The Washington Post. Retrieved January 20, 2019.
3. ↑  „Space Jam (1997)”. The Numbers. Архивирано из оригинала 24. 06. 2021. г. Приступљено 4. 4. 2021.
4. ↑  „Belize has new Films Commissioner”. channel5belize.com. 11. 2. 2009. Архивирано из оригинала 4. 10. 2014. г.
5. ↑  „Space Jame”. Приступљено 12. 12. 2016.
6. ↑  „XZ 04 - Reviews (Februar-Mart 1997)”. Приступљено 20. 6. 2021.
7. ↑  Liu, Narayan (27. 5. 2021). „Cartoon Network Goes Meta with Teen Titans Go! See Space Jam Movie”. Comic Book Resources. Приступљено 27. 5. 2021.
8. ↑  Pedersen, Erik (21. 2. 2019). „Warner Bros Dates 'Space Jam 2', Shifts 'Annabelle' Sequel & 'Godzilla Vs. Kong'”. Deadline. Приступљено 21. 2. 2019.